# Andrzej Zabłudowski

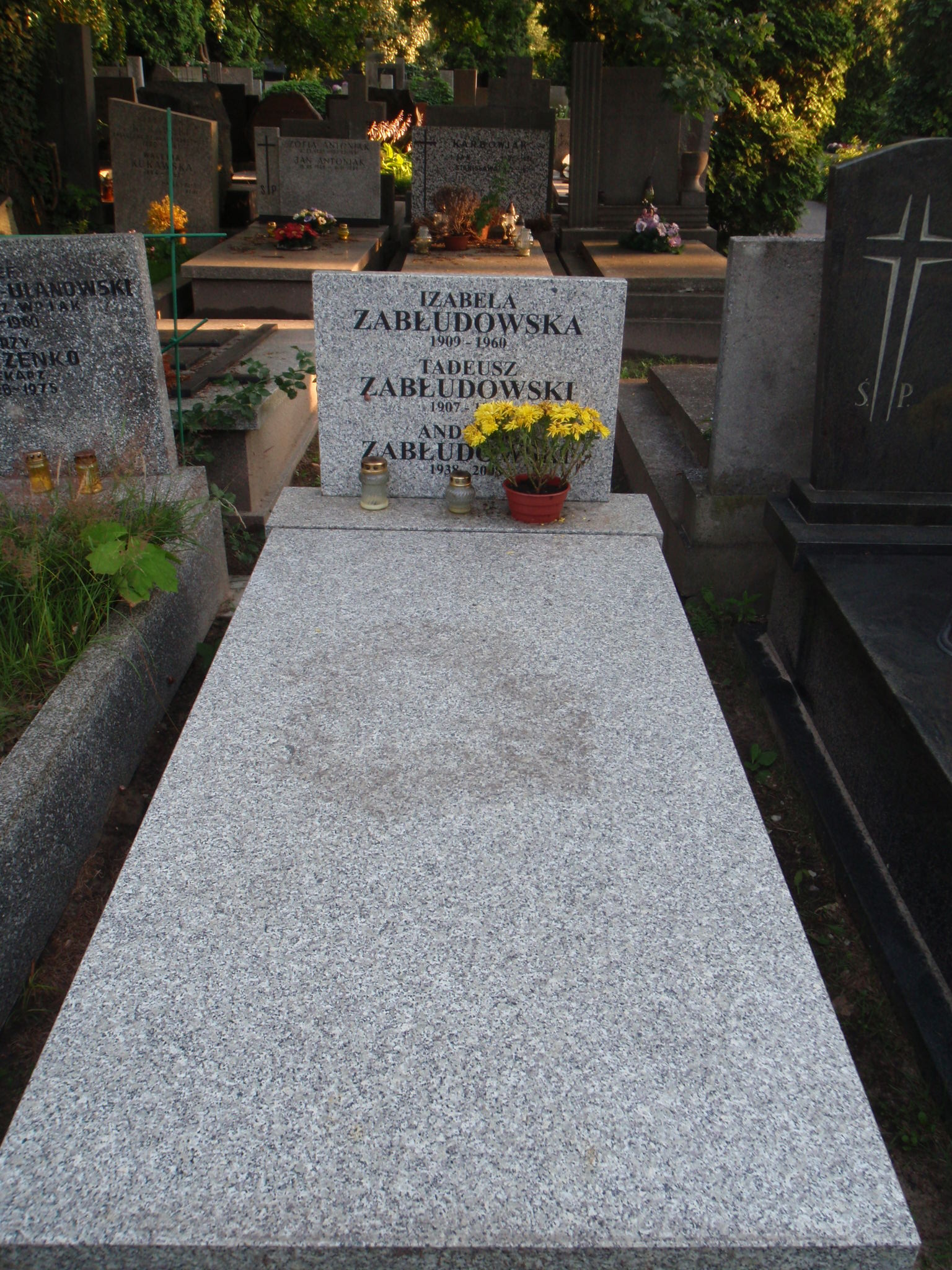
Grób Andrzeja Zabłudowskiego na Powązkach Wojskowych w Warszawie

Andrzej Zabłudowski (ur. 12 maja 1938 w Warszawie, zm. 11 listopada 2008 tamże) – polski logik i filozof analityczny pochodzenia żydowskiego, mający duży wpływ na pierwszoplanowe dyskusje światowe, zwłaszcza z teorii indukcji.

## Życiorys
Urodził się w rodzinie żydowskiej. Był synem Tadeusza Zabłudowskiego (1907–1984) i Izabelli z domu Zwayer (1909–1960).
W 1968, po antysemickiej nagonce (będącej następstwem wydarzeń marcowych), został zwolniony z Instytutu Filozofii Uniwersytetu Warszawskiego. Początkowo zarobkował jako tłumacz (pod pseudonimem – jako Andrzej Kruk przełożył Logikę stoików B. Matesa), później wyemigrował do Stanów Zjednoczonych, gdzie m.in. pracował na Uniwersytecie Yale. Publikował krytyki koncepcji indukcji u Nelsona Goodmana i koncepcji niezdeterminowania przekładu u Willarda Van Ormana Quine’a. Krytykował neopozytywistyczną weryfikacyjną teorię znaczenia. W Stanach Zjednoczonych rozpowszechnił się następujący żart o Goodmanie z cyklu „Dowody, że p”:
Zabłudowski sugerował, że moja teza p jest fałszywa, opierając się na rzekomych kontrprzykładach. Jednak owe tak zwane kontrprzykłady ewidentnie wykorzystują niezamierzoną przeze mnie interpretację tezy p – gdyż moim zamiarem było, aby nie miała ona żadnych kontrprzykładów. A zatem: p.
W 1997 powrócił do Polski. Początkowo miał gościnne wykłady na Uniwersytecie Jagiellońskim, później został zatrudniony w Zakładzie Logiki w Instytucie Filozofii Uniwersytetu Warszawskiego.
Zmarł 11 listopada (lub 18 listopada) 2008 w Warszawie. Został pochowany na Cmentarzu Wojskowym na Powązkach w Warszawie (kwatera B II 28, rząd 9, miejsce 29).
Był trzykrotnie żonaty: z Ireną Lasotą, Barbarą Stanosz i Ireną Zglinicką. Z tą ostatnią miał córkę Małgorzatę (Margalit).

## Wybrane publikacje
- A. Zabłudowski, Sprawdzalność i znaczenie, cz. I i II, „Studia Filozoficzne” 4 (1966) i 1 (1967).
- A. Zabłudowski, Concerning a Fiction about how Facts are Forecast, „Journal of Philosophy”, vol. LXXI, no. 4, 1974, s. 77–112.
- J. Ullian, N. Goodman, Bad Company: A Reply to Mr. Zabludowski and Others, „Journal of Philosophy”, vol. LXXII, no. 5, 1975, s. 142–145.
- Ch. Chihara, R. Kennedy, An Improvement on Zabludowski’s Critique of Goodman’s Theory of Projection, „Journal of Philosophy”, Vol. 72, No. 5, March 1975, s. 137–141.
- A. Zabłudowski, Good or Bad, but Deserved: A Reply to Ullian and Goodman, „Journal of Philosophy”, vol. LXXII, no. 21, 1976, s. 779–784.
- J. Ullian, N. Goodman, Projectibility Unscathed, „Journal of Philosophy”, vol. LXXIII, no. 16, 1976, s. 527–531.
- A. Zabłudowski, Quod Periit, Periit (In Reply to Ullian and Goodman), „Journal of Philosophy”, vol. LXXIV, no. 9, 1977, s. 541–552.
- J. Ullian, N. Goodman, The Short of It, „Journal of Philosophy” 75 (1978), 263–264.
- J. Ullian, Wanton Embedding Revised and Secured, „Journal of Philosophy” 77 (1980), 487–495.
- J. Ullian, The Ninth Inning, „Journal of Philosophy” 79 (1982), 332–334.
- A. Zabłudowski, Revised But Not Secured: A Reply to Ullian, „Journal of Philosophy”, vol. LXXIX, 1982, s. 329–332.
- A. Zabłudowski, On Quine’s Indeterminacy Doctrine, „Philosophical Review”, 98, 1989. Toż po polsku: O Quine’a teorii niezdeterminowania przekładu, [w:] „Filozofia języka”, Barbara Stanosz (red.), Warszawa: Fundacja Aletheia-Wydawnictwo Spacja.
- A. Zabłudowski, Davidson o zdarzeniach mentalnych, [w:] „Dyskusje z Donaldem Davidsonem o prawdzie, języku i umyśle, Urszula Żegleń (red.), Lublin: Wydawnictwo Towarzystwa Naukowego KUL 1996, s. 287–295.
- A. Zabłudowski, Polemiki filozoficzne, Warszawa: Aletheia 2009.